# جون كولين (ممثل)
جون كولين (بالإنجليزية: John Collin)‏ هو ممثل بريطاني، ولد في 18 أكتوبر 1928 في المملكة المتحدة، وتوفي بنفس المكان في 25 فبراير 1987.

## وصلات خارجية
- جون كولين على موقع IMDb (الإنجليزية)
- جون كولين على موقع أول موفي (الإنجليزية)
- جون كولين على موقع قاعدة بيانات الأفلام السويدية (السويدية)
- جون كولين على موقع قاعدة بيانات الفيلم (الإنجليزية)